# Teodora Cantacuzena (muller d'Aleix IV de Trebisonda)
Teodora Cantacuzena Gran Comnena en grec medieval Θεοδώρα Καντακουζηνή Μεγάλη Κομνηνή, morta el 12 de novembre de 1426, va ser l'emperadriu consort d'Aleix IV de Trebisonda. Molt bella, segons les antigues cròniques, va ser acusada pel seu fill, Joan IV de Trebisonda, de tenir una aventura amb el protovestiari de la cort de Trebisonda. Altres relats la descriuen com una dona fidel i amorosa, que va mantenir la pau entre Aleix i els seus fills. Sigui quin sigui el fet, el cert és que Joan va fugir a Geòrgia i només va tornar després de la mort de Teodora.

## Família
L'historiador de temes romans d'Orient Donald MacGillivray Nicol diu que els orígens de Teodora eren «obscurs». L'Ectesis Chronica insinua que era filla d'un home amb el grau militar de protoestrator. Nicol remarca que des d'un punt de vista cronològic, és impossible identificar el seu pare amb un Manuel Cantacuzè que va ser enviat en una missió diplomàtica al sultà Mehmet I durant l'hivern del 1420 al 1421.
Thierry Ganchou va aportar elements que indiquen que Teodora era la filla gran de Teodor Paleòleg Cantacuzè, l'oncle de l'emperador Manuel II Paleòleg, i anomena els seus germans, per ordre de naixement: Demetri, el protoestrator Manuel, Jordi, el Gran domèstic Andrònic i Tomàs.

## Biografia
Nascuda a Constantinoble cap al 1382, Teodora tenia només tretze anys quan el 1395 es va convertir en la consort del coemperador Aleix IV de Trebisonda, que tenia aproximadament la mateixa edat. Va ser l'emperadriu governant quan el seu marit va obtenir el càrrec d'únic emperador de Trebisonda a la mort del seu pare, l'emperador Manuel III de Trebisonda, el 1417.
Segons alguns cronistes, Teodora es va convertir en l'amant del protovestiari de la cort de Trebisonda, un adulteri que va empènyer el seu fill, Joan IV, a assassinar l'oficial després d'empresonar els seus pares al palau. L'emperador i l'emperadriu van ser salvats pels arconts de la ciutat, que van enviar Joan a l'exili a Geòrgia. Però aquesta història es contradiu amb la cronologia i altres fonts alternatives. L'autor d'aquesta història pot haver confós una relació més antiga entre una dona membre de la dinastia imperial de Trebisonda i un protovestiari, Manuel III, el sogre de Teodora. Aquest escàndol l'explica el viatger castellà Ruy Gonzáles de Clavijo, que va visitar Trebisonda el 1404 poc després dels fets. Afegeix que aquesta escandalosa relació va impulsar el jove Aleix IV, el marit de Teodora, a rebel·lar-se contra el seu pare Manuel III.
Manuel III va morir el 5 de març de 1417. Aleix IV el va succeir i Teodora es va convertir en emperadriu consort. El títol d'emperadriu el va conservar gairebé deu anys, fins a la seva mort. Teodora va ser enterrada a l'església de la Mare de Déu del Cap Daurat, al cementiri de Gidon, amb els altres emperadors de Trebisonda.
Sembla que va ser després de la mort de Teodora el 1426 quan Joan IV es va rebel·lar contra el seu pare, perquè la seva mare ja no hi era per fer de mediadora entre la creixent rivalitat de pare i fill. La virtut, la pietat i la lleialtat de Teodora són lloades pel seu compatriota, l'erudit Bessarió, en les tres monodies que va dedicar a la seva benefactora i en un discurs de consolació especial dirigit al dessolat Aleix IV per la mort de la seva estimada emperadriu. Finalment, el mateix Joan IV, després de la pujada al tron el 1429, va retre homenatge a les virtuts de la seva mare difunta en un crisòbul destinat al convent que ella havia fundat.

## Descendència
Teodora Cantacuzena i l'emperador Aleix IV van tenir cinc fills coneguts:
- Joan IV de Trebisonda, nascut el 1403 i mort el 1460.
- Maria Gran Comnena, nascuda potser el 1404 i morta el 1439, que es va casar amb Joan VIII Paleòleg.
- Alexandre de Trebisonda, coemperador amb el seu pare, casat amb Maria Gattiluso, filla de Dorino I Gattiluso.
- David de Trebisonda, nascut cap al 1408 i mort el 1463, emperador de Trebisonda
- Una filla de nom desconegut, que es va casar amb Jahan-Xah sultà dels Qara Qoyunlu.[4]